# Сарафан

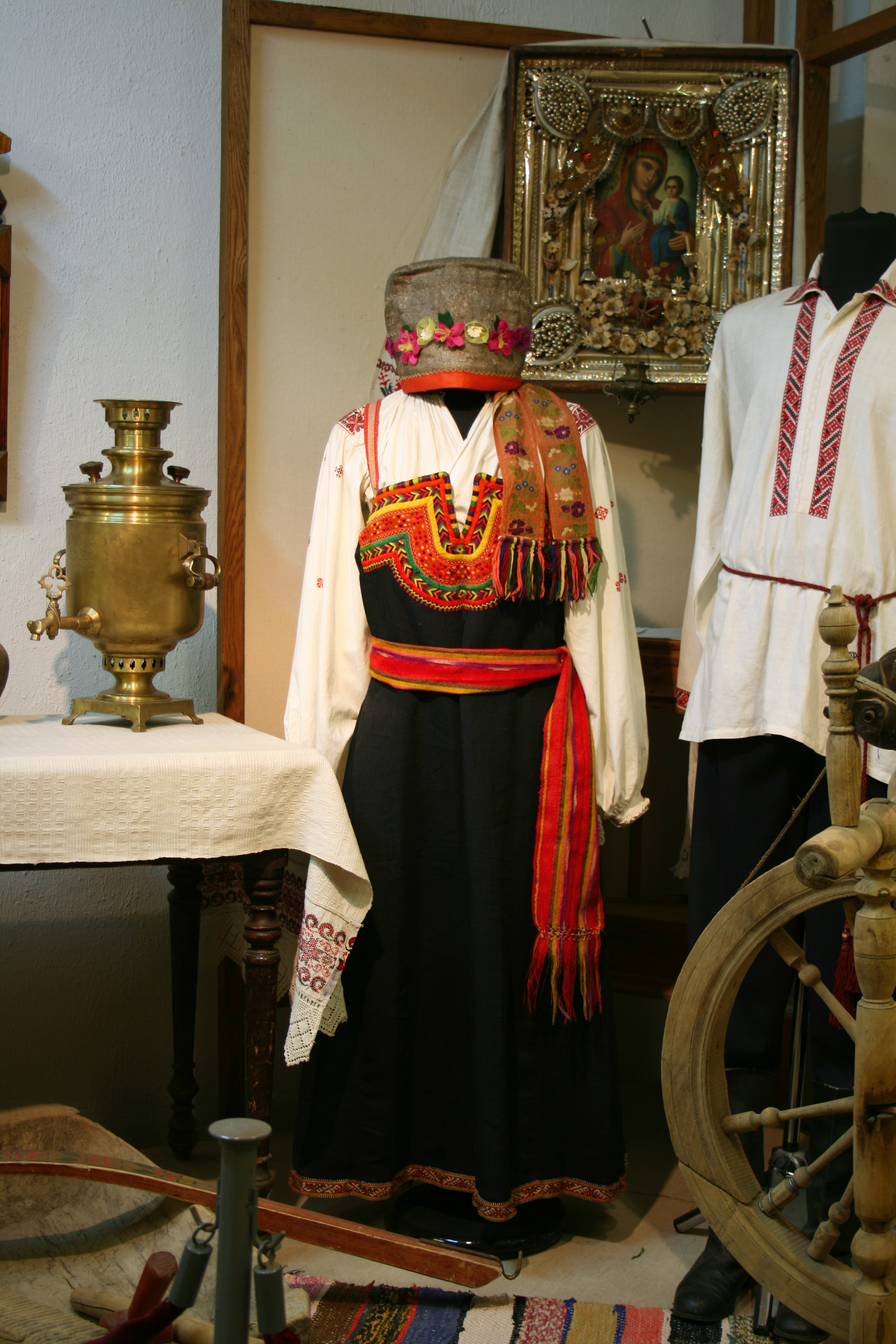
Сарафан Курской губернии. Шерсть, конец XIX века

Сарафа́н (др.-рус. сарафанъ; от перс. sarāрā‎ посредством тюрк. särара(i)) — женская одежда в виде платья без рукавов (как и с проймами, так и на лямках), атрибут женской русской народной одежды. Сарафаны различались по тканям и покрою. Платья, аналогичные по покрою сарафанам, носили в Северной, Центральной и Восточной Европе.

## Сарафан в странах мира
Платья, аналогичные по покрою сарафану, носили до начала XX века крестьянки в Польше и во всех северных странах Европы. Крой этот называется платье-рубашка. В наше время подобные платья являются непременной частью женской «народной» одежды во всех этих странах. 

## Русский сарафан
Первое упоминание в русской литературе о сарафане как виде одежды можно встретить в Никоновской летописи от 1376 года. Однако атрибутом женского костюма сарафан стал в XVI-XVII веках, до этого он был мужской одеждой. В ходе петровских реформ сарафан, как и традиционная одежда в целом, вышла из употребления у знатных девушек и женщин, сохранившись в среде простолюдинок (как и в городе, так и на селе) и купчих. По мнению некоторых учёных, сарафан проник в крестьянский быт в XVIII веке, до этого он был атрибутом исключительно гардероба горожанок. В XIX столетии сарафан был самой распространённой одеждой русских крестьянок, его носили в основном в средней полосе, на Русском Севере и в Поволжье (интересно, что границы ареала распространения сарафана примерно проходят по границам Московской Руси XVI-XVII вв.). Впрочем, впоследствии сарафан распространился и в южнорусские губернии, став элементом костюма незамужних девушек (в то время как замужние женщины носили понёвы). Сарафан как предмет традиционного костюма носили в быту вплоть до 1920-х годов, а старухи донашивали его до 1940-х.

### Описание
Как и в случае со многими предметами народного костюма (особенно женского), у сарафана существует множество региональных различий в покрое с наименованиях. Однако, несмотря на это, можно выделить общие черты, характерные для этого вида одежды. Как правило, сарафан изготовлялся из одного или нескольких кусков ткани. Ткани для изготовления сарафанов были самыми разнообразными: в ход шла материя домашнего изготовления — сукно, холст, пестрядь и так далее; а впоследствии — ткани фабричного производства. Изначально сарафаны, как и вся крестьянская одежда изготавливалась из неокрашенной ткани естественных цветов. Однако в начале XIX века повсеместно распространились окрашенные фабричные ткани. Чаще всего сарафаны красились в синий, красный, чёрный цвета. Девушки и молодые женщины носили красные или бордовые саяны, а пожилые — синие и чёрные.
Сарафаны делились на повседневные (будничные, бу́денные) и праздничные. Повседневные сарафаны, изготовлявшиеся из наиболее простых и доступных доступных тканей, украшались мало — только в верхней части, либо вдоль передних пол и по подолу. На будничные сарафаны нашивали полосы кумача или текстильные ленты с неярким узором. Праздничные сарафаны изготовлялись из дорогих тканей — парчи, шёлка, тафты, кумача, кашемира, набивных тканей и так далее. Праздничные на каждый день декорировались по подолу «читаном» («гайтаном», «гайтанчиком») — тонкой в 1 см тесьмой домашней работы из красной шерсти. Верх украшался полоской бархата. Также праздничные сарафаны обшивались шёлковыми лентами, позументом, бахромой, металлическим кружевом, аппликациями из тканей и тесьмой.
Начиная с 1920-х годов под термином «сарафан» подразумевается любое платье без рукавов, а не только данный элемент народного костюма.

### Виды и типы сарафанов в России
- Глухой, слабо раскошенный (шушун, шушпан, насова, ферязь, дубас) — самый архаичный тип сарафана, отличающийся туникообразным покроем и широкими проймами для рук (хотя он также мог быть и на лямках). Изначально изготовлялся из одного, согнутого пополам полотнища, составлявшего соответственно перед и зад сарафана, позднее по бокам стали пришивать клинья (см. ниже). Чаще всего он изготовлялся из красного сукна и холста белого и синего цветов[9][16]. Спереди присутствует небольшая застёжка на пуговицы, облегчавшая носительнице возможность надевать сарафан через голову. Некоторые экземпляры обладают ложными рукавами, нёсшими декоративную функцию, и являющиеся рудиментами того, что сарафан первоначально был верхней одеждой[17].
- Косоклинный сарафан (косоклинник) — тип сарафана, развившийся из глухого. Он изготовлялся из трёх полотнищ — одного сзади и двух спереди. Перед косоклинного сарафана обладал разрезом и застёжкой на пуговицы, могшей быть также и декоративной, а разрез соответственно зашитым. Таким образом, в отличие от глухого, надевавшегося через голову, косоклинный сарафан был распашным. Своё название этот тип получил из-за особенности покроя — к передним и заднему полотнищам по бокам пришивались дополнительные, клинья, которые придавали сарафану некоторую ширину. Вырез был по форме квадратным или круглым[18]. Девушки носили сарафаны с узкой спинкой и на лямках, а женщины более старших возрастов — с узкой спинкой и широкими проймами[19]. Косоклинные сарафаны шили из «волосины» — шерсти овцы, сотканной и окрашенной в чёрный цвет отваром из ольхи и дуба. Будничные косоклинные сарафаны повсеместно изготавливались из синего холста. Косоклинные сарафаны из-за множества конструктивных элементов были очень тяжёлыми, особенно праздничные[12].
- Прямой, или круглый сарафан — самый распространённый тип сарафана к середине XIX века. Представлял собой широкую юбку из нескольких (от четырёх до восьми) полотнищ, присбаривавшихся на груди и обладавшую лямками. Круглый сарафан, отличавшийся простотой изготовления (и потому быстро потеснивший косоклинные сарафаны), шился из фабричных тканей ярких цветов. Первоначально круглые сарафаны носили девушки и молодые женщины, но со временем его стали носить вне зависимости от возраста. Повседневные прямые сарафаны шились из пестряди домашнего изготовления или фабричных тканей тёмных цветов[12].
- Сарафан с лифом — наиболее поздний тип сарафана, развившийся из прямого, появившийся в конце XIX-начале XX века[12][20][21], был распространён прежде всего в средней полосе и на севере в местах ближе к крупным городам (в частности, в Подмосковье и Тверской губернии)[20][21]. Представлял собой пышную присборенную юбку, к которой кверху пришивался корсаж с лямками и с застёжкой сбоку, плотно обхватывавший торс носительницы[12].

## Галерея

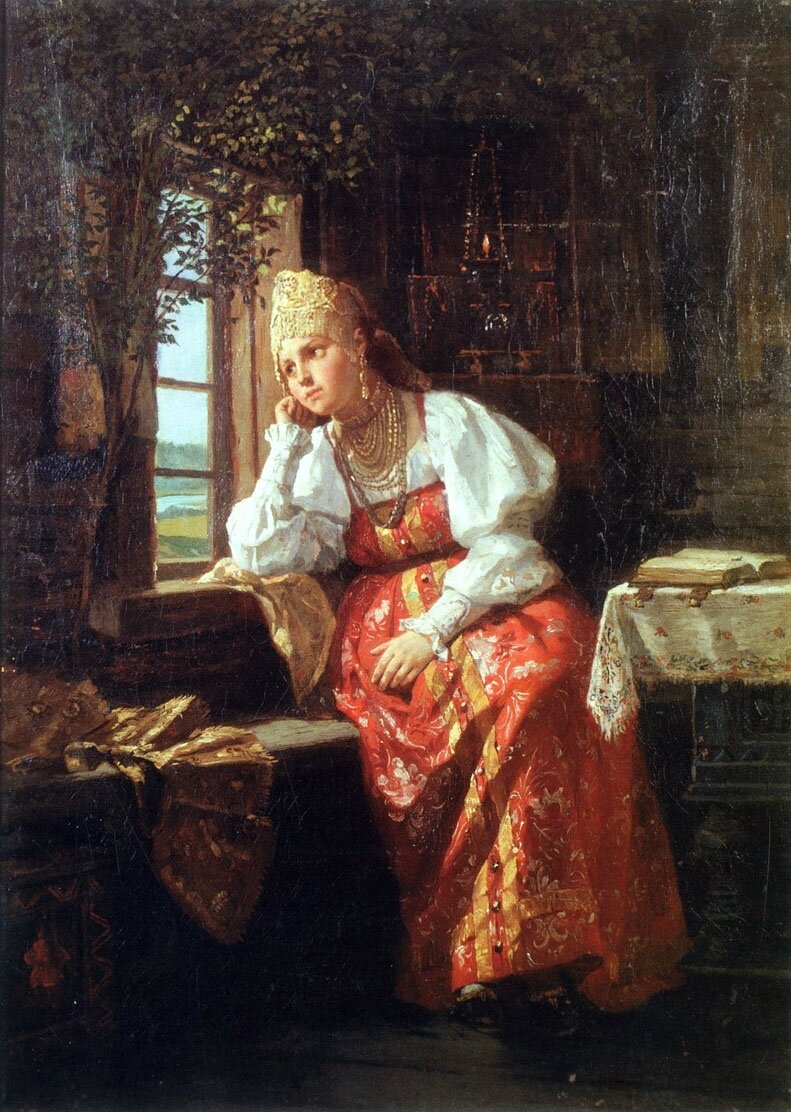
Троицын день. Фирс Журавлёв, 1887
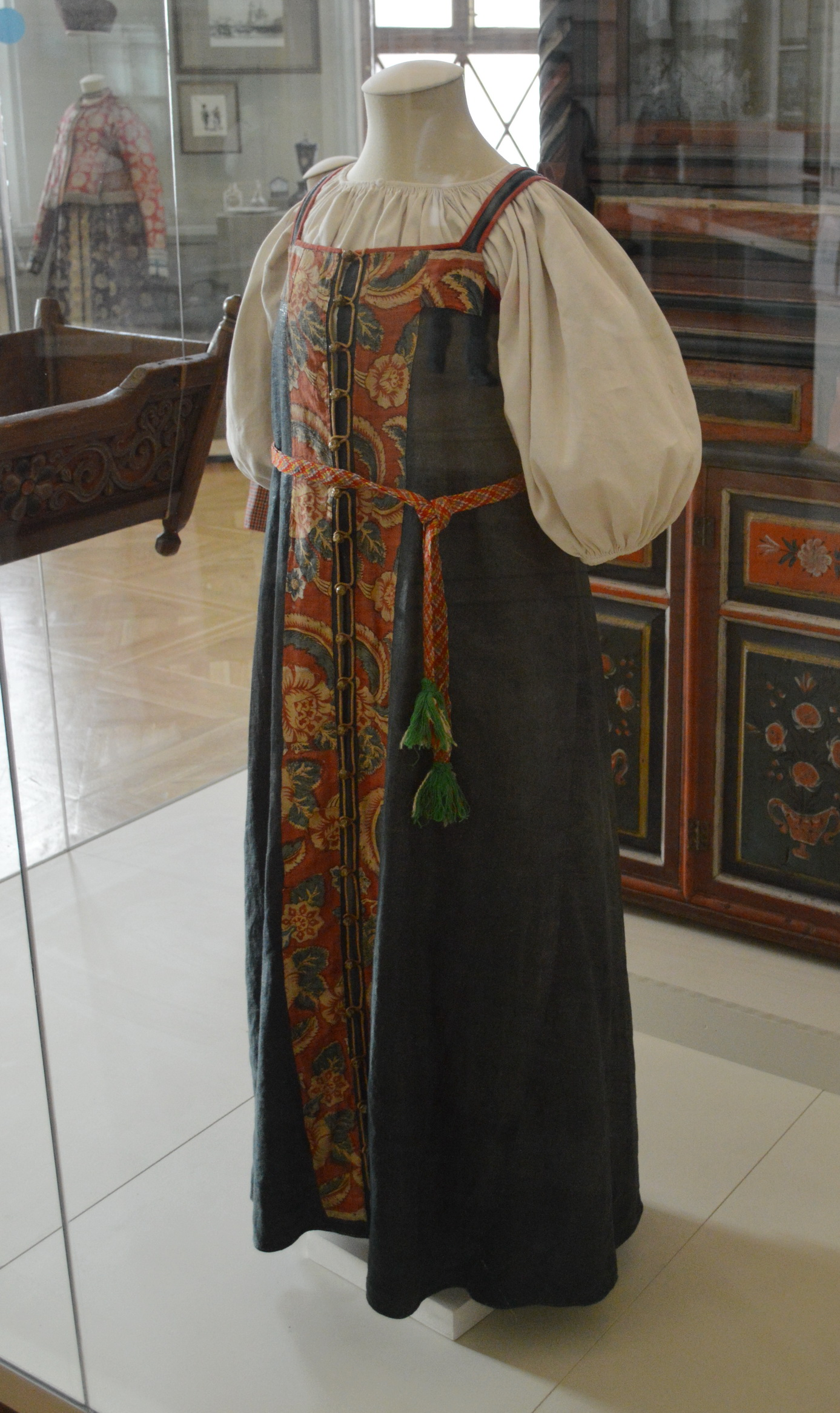
Костюм крестьянки. Россия, XIX век
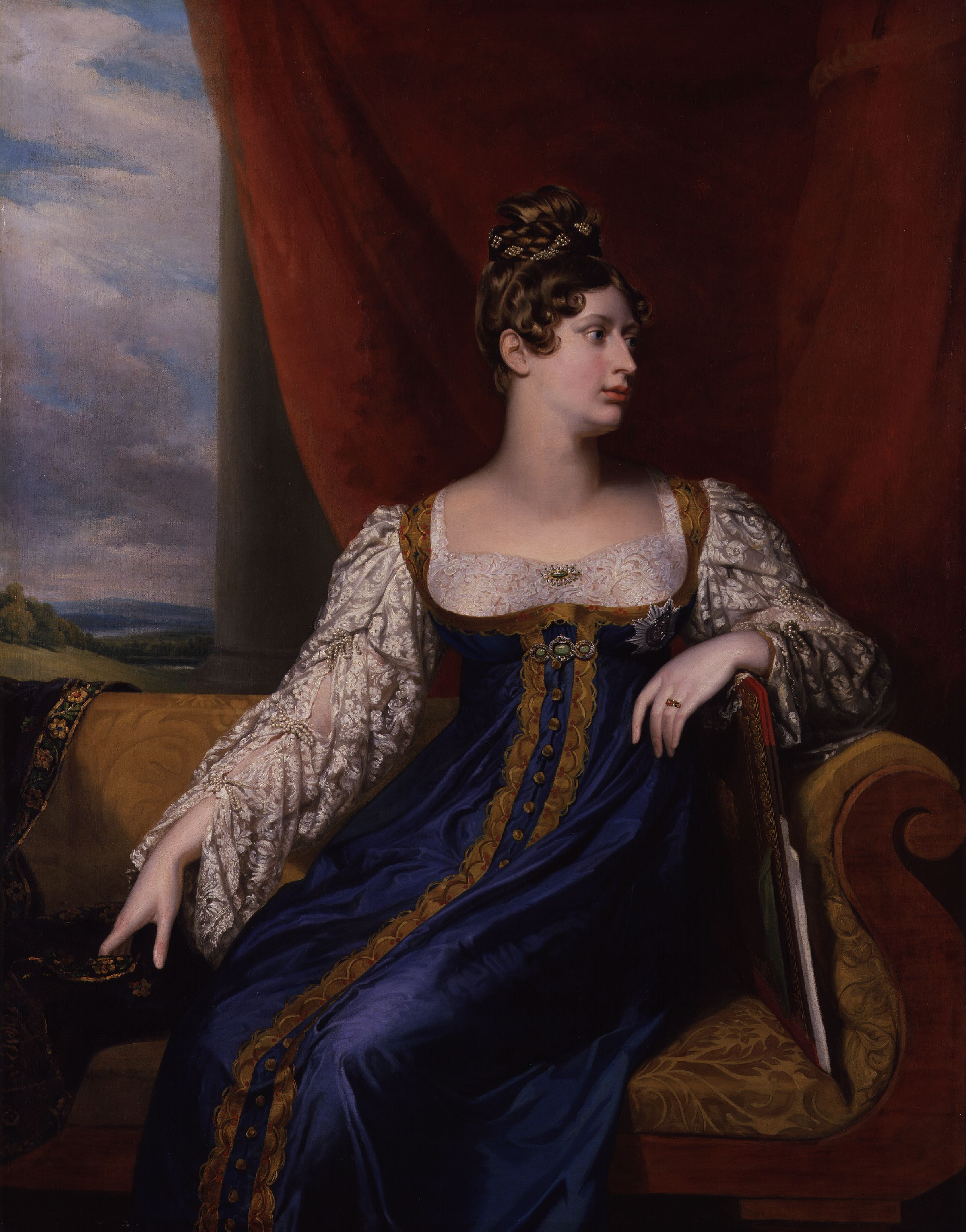
Джордж Доу «Шарлотта Августа Уэльская» в «русском» платье. 1817
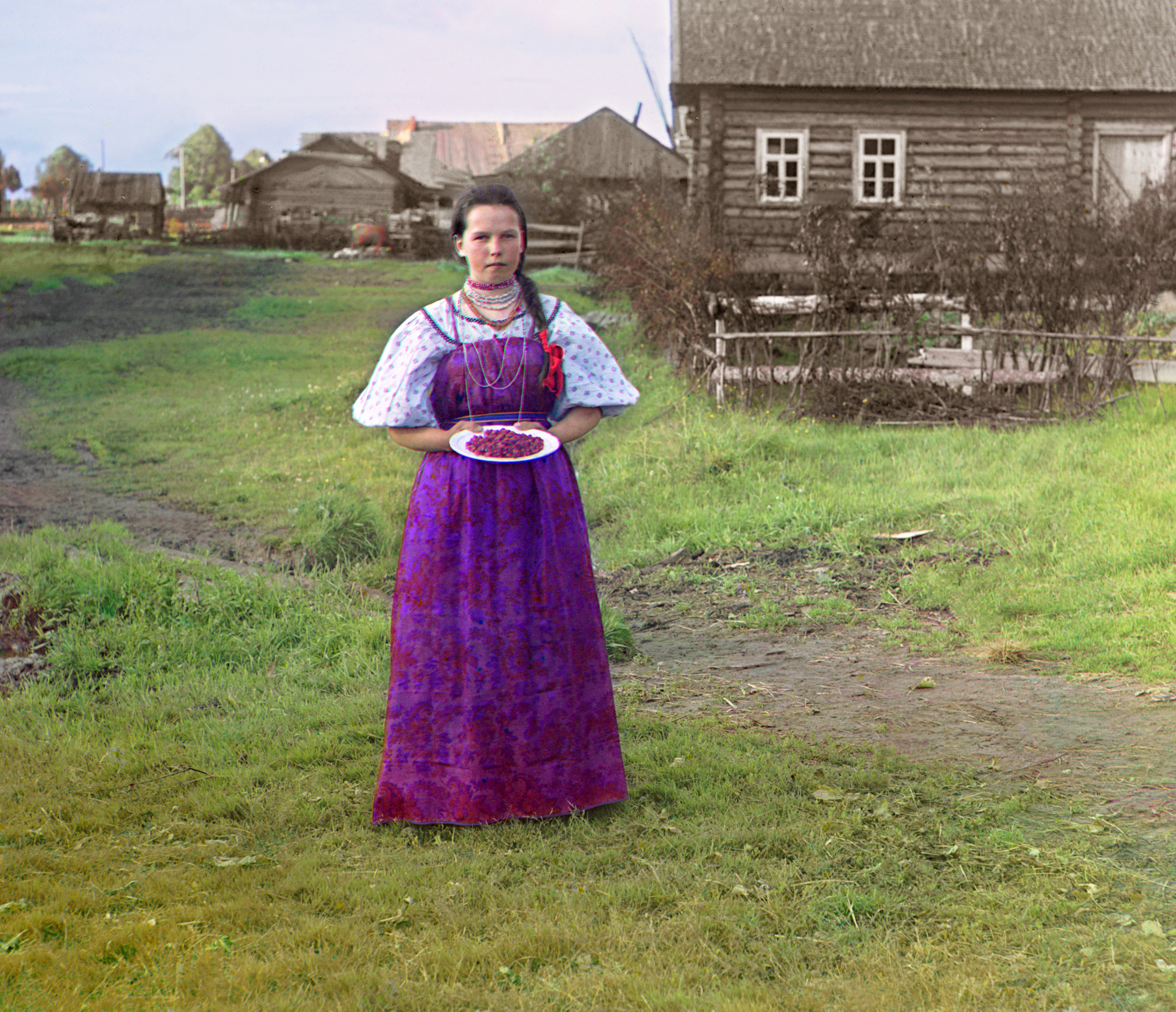
Девушка с земляникой. (Вологодская губерния). Фотография С. М. Прокудина-Горского. 1909
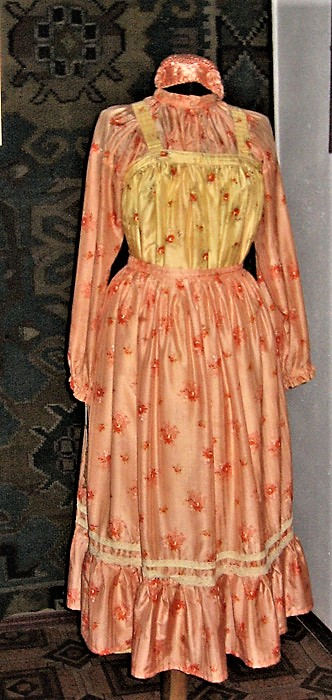
Сарафан русских старообрядцев Южной Бессарабии. Конец XIX — начало XX века
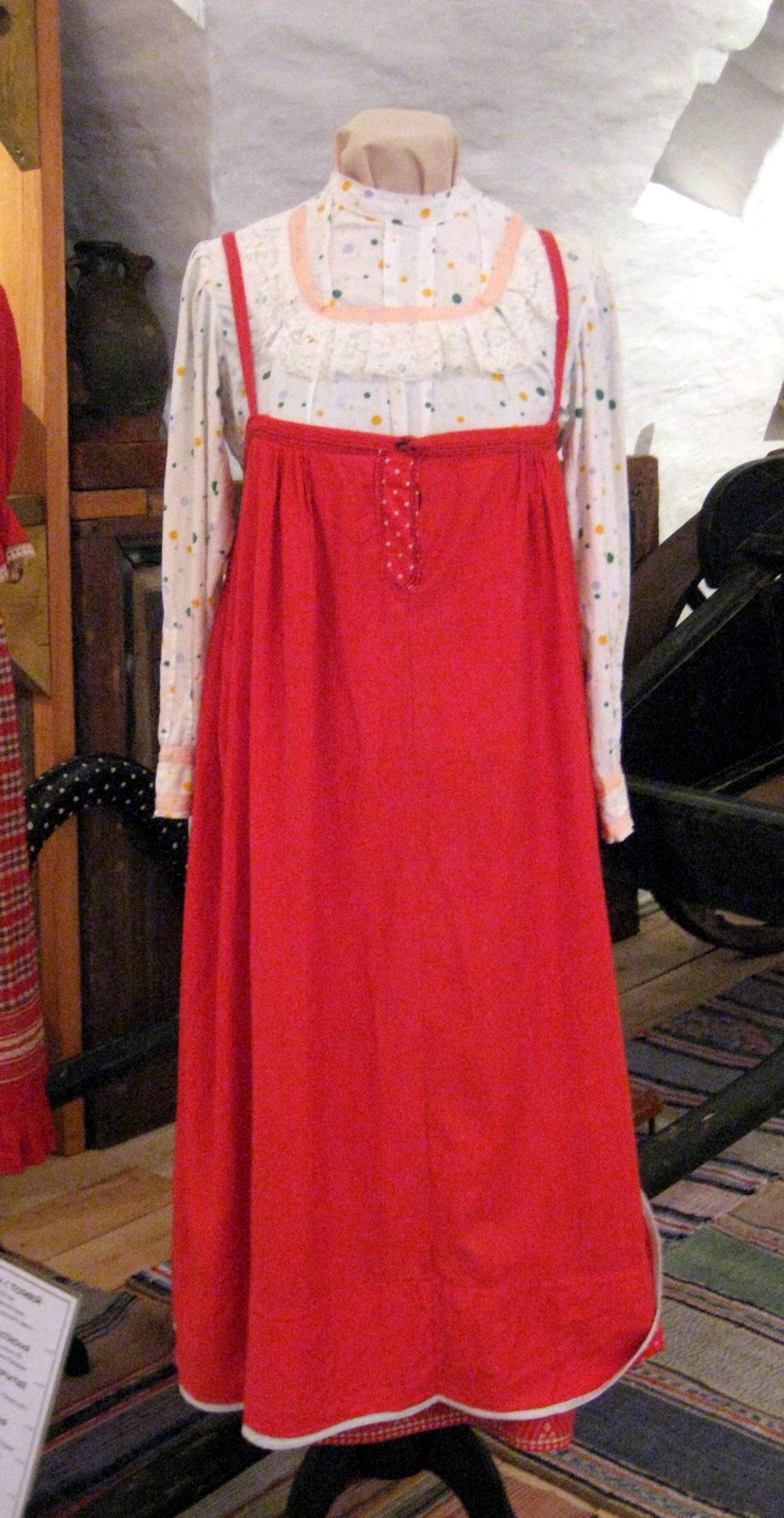
Сарафан в музее Ферапонтова монастыря